# Перещепное (Волгоградская область)
Перещепное — село в Котовском районе Волгоградской области, в составе Мокроольховского сельского поселения.
Население — 441 (2010)

## История
Согласно Историко-географическому словарю Саратовской губернии, изданному в 1898—1902 годах, село Перещипное (Перещепное) относилось к Гусельской волости Камышинского уезда Саратовской губернии. Население составляли бывшие государственные крестьяне, православные, великороссы. Основано около 1787 года. Первые поселенцы прибыли из Керенского уезда Пензенской губернии. Около 1860 года до 200 душ переселились в Астраханскую губернию. Земельный надел сельского общества составлял 7378 десятин удобной (в том числе пашни — 3700 десятин) и 991 десятина неудобной земли. В 1827 году построена каменная Троицкая церковь. В 1872 году открыта земская школа, в 1897 года — церковная школа.
С 1928 года — административный центр Перещепновского сельсовета Камышинского района Камышинского округа Нижне-Волжского края (с 1934 года — Сталинградский край). С 1935 года — в составе Неткачевского района Сталинградского края (с 1936 года — Сталинградская область) (районным центром являлось село Мокрая Ольховка). В 1955 году в связи с ликвидацией Неткачевского района село Неткачево передано в состав Молотовского района (с 1957 года — Красноярский район). В составе Котовского района — с 1963 года. Законом Волгоградской области от 22 декабря 2004 года № 974 — ОД «Об установлении границ и наделении статусом Котовского района и муниципальных образований в его составе» включено в состав Мокроольховского сельского поселения

## География
Село находится на северо-востоке Котовского района, в пределах Доно-Медведицкой гряды Приволжской возвышенности, являющейся частью Восточно-Европейской равнины, при вершине балки Сухая Ольховка (по правой стороне балки). Центр села расположен на высоте около 270 метров над уровнем моря. На противоположной стороне балки Сухая Ольховка — лес Горелый. Почвы — чернозёмы солонцеватые и солончаковые.
По автомобильным дорогам расстояние до административного центра сельского поселения села Мокрая Ольховка — 13 км, районного центра города Котово — 42 км, до областного центра города Волгоград — 260 км.
Часовой пояс
Перещепное, как и вся Волгоградская область, находится в часовой зоне МСК (московское время). Смещение применяемого времени относительно UTC составляет +3:00.

## Население
Динамика численности населения по годам:
| 1862 | 1886 | 1891 | 1894 | 1897 | 1911 | 1987 | 2002 |
| ---- | ---- | ---- | ---- | ---- | ---- | ---- | ---- |
| 1502 | 2267 | 2763 | 2611 | 2261 | 3511 | ≈680 | 640  |

| 2010 |
| ---- |
| 441  |